# 松田リマ
松田 リマ（まつだ リマ、1994年1月6日 - ）は日本の女優。旧芸名は、片貝 樹（かたがい いつき）。
群馬県出身。ボックスコーポレーション所属。

## 経歴
地元の高校を卒業後、ワタナベエンターテイメントカレッジのモデル・タレントコースに入学し、2012年度卒業。
その後、約3年間ワタナベエンターテインメントに在籍していたが、2016年6月1日にボックスコーポレーションに移籍。また同日より、芸名も「片貝 樹」から「松田 リマ」に変更した。

## 人物
8歳下の妹がいる。
特技は新体操と水泳。特に新体操は県大会優勝、関東大会8位の実績を有する。
また、その身体の柔軟性を活かしたアクションも得意とする。『ウルトラマンZ』で共演した黒木ひかりは、松田は喋りながら柔軟をしてありえない体勢になっていることもあると証言している。
TwitterやInstagramなどの各種SNSの投稿に非常に積極的であり、インスタライブなどでの動画配信も実施している。また2021年2月9日からPocochaにてライバーとしての活動を開始した（2022年6月8日にPococha配信の長期休止を宣言）。さらに、公式YouTubeチャンネルも開設すると共に、Tシャツやアクリルスタンドを中心とするオリジナルグッズについても製作・販売活動を開始した。また2022年7月22日には、株式会社ピアラが運営するプラットフォームである「サイバースター」にて動画配信を実施することを発表した。

## 出演

### テレビドラマ
- 山田くんと7人の魔女 第1話・第8話（2013年8月10日・9月28日、フジテレビ）[10]
- 弱くても勝てます〜青志先生とへっぽこ高校球児の野望〜 第10話（2014年6月14日、日本テレビ）[11]
- デート〜恋とはどんなものかしら〜 第1話・第5話（2015年1月19日・2月16日、フジテレビ） - 美保 役[12]
  - デート〜恋とはどんなものかしら〜 2015夏 秘湯（2015年9月28日）[13]
- お前はまだグンマを知らない（2017年3月7日 - 28日、日本テレビ） - 新田 役[14]
- CRISIS 公安機動捜査隊特捜班 第5話（2017年5月9日、フジテレビ） - ウェイトレス 役
- そろばん侍 風の市兵衛 第1話・第2話（2018年5月19日・26日、NHK総合） - 楊 役
- サ道 第8話・第9話（2019年9月7日・14日、テレビ東京） - マミ 役
- 東京男子図鑑 第1話（2020年5月1日、関西テレビ）
- ウルトラマンZ（2020年6月20日 - 12月19日、テレビ東京） - ヒロイン・ナカシマヨウコ 役[15]
- 純喫茶に恋をして 第12話（2020年11月21日、フジテレビONE TWO NEXT） - 大友由美 役[16]
- ひかりTV / dTVチャンネル「名探偵は君だ〜口裂け女」第2話 事件編（2021年4月14日 配信開始）・解決編（2021年4月21日 配信開始）[17]
- WOWOW「出会い系サイトで70人と実際に会ってその人に合いそうな本をすすめまくった1年のこと」（2021年5月7日）[17]
- ウルトラマントリガー NEW GENERATION TIGA 第7話（2021年9月4日、テレビ東京） - ナカシマヨウコ（声） 役
- ナンバーワン戦隊ゴジュウジャー 第13話・第14話（2025年5月18日・25日、テレビ朝日） - 家守召子 / レッドレーサー 役[18]

### 映画
- ライヴ（2014年5月10日） - 女性[注 2] 役[19]
- 神さまの言うとおり（2014年11月15日） - 生徒 役[20]
- アオハライド（2014年12月13日） - 村上 役[21]
- 起終点駅 ターミナル（2015年11月7日） - アユミ 役
- yellow road（2016年）[注 3]
- paradise（2016年）
- ひだまりが聴こえる（2017年6月24日） - 田畑遥 役[22]
- お前はまだグンマを知らない（2017年7月22日） - 新田 役
- 蠱毒 ミートボールマシン（2017年8月19日） - サオリ 役[23]
- 斉木楠雄のΨ難（2017年10月21日）
- スティルライフオブメモリーズ（2018年7月21日） - 夏生 役
- 翔んで埼玉（2019年2月22日）[24]
- イソップの思うツボ（2019年8月16日） - 彩乃 役[25]

### 舞台
- マクロス ザ・ミュージカルチャー（2012年10月3日 - 8日、東京ドームシティーホール） - アンサンブル
- ロッチ単独ライブ「♠」（2013年11月1日・2日、表参道 GROUND） - 優美子 役[26]
- 虎者 -NINJAPAN-（2019年11月2日 - 10日、サンシャイン劇場 / 11月15日 - 24日、南座 / 11月26日・27日、御園座 / 11月30日、上野学園ホール） - カゲロウ 役
  - 虎者 -NINJAPAN- 2020（2020年10月10日 - 10月27日） - カゲロウ 役
  - 虎者 -NINJAPAN- 2021（2021年10月6日 -28日、南座 / 11月3日 - 27日、新橋演舞場 / 12月1日-8日、御園座 / 12月11日-12日、広島文化学園HBGホール） - カゲロウ 役
- PLAY/GROUND Creation #4「CLOSER（英語版）」［side-B］（2022年12月10日 - 18日、シアター風姿花伝） - アリス 役[27]

### バラエティ番組他
- マクロス30周年記念番組 マクロス超時空ゼミナール!! #26（2012年12月24日）
- すぽると! 快感SPORT（2013年4月3日 - 、フジテレビ） - すぽると☆ガールズ3号[28]
- 全力坂（テレビ朝日）
  - 稲荷坂（2013年5月22日）[29]
  - 宿坂（2013年6月6日）[30]
- 痛快TV スカッとジャパン（フジテレビ） 
  - 女の前でカッコつけ課長（2015年9月14日） - ミキちゃん 役
  - ショートスカッと（2015年9月28日）
  - スカッとばあちゃん（2016年1月25日） - ギャル 役
  - 胸キュンスカッと 恋だと気づいた卒業式（2016年3月21日） - 女子高生 役
  - ムカッと先生撃退スカッと GTOあこがれ教師（2016年5月30日） - 雪村あかね 役
  - 胸キュンスカッと 君はひとりじゃない（2016年6月20日） - 女子高生 役
  - 一撃スカッと ドーナツ屋（2016年9月26日） - 佐伯もえ 役
  - 名前でイヤミ連発課長（2016年10月3日） - 織田奈美 役
  - 「試食」食いしん坊母ちゃん（2017年4月10日） - 皆川里子 役
  - スカッと解決ランキング スーパー編（2017年6月5日） - 熊谷晴子 役
  - やってきた迷惑客 人を否定したがる女編（2018年1月22日） - 望月さやか 役
  - スーパーの迷惑客2連発（2018年8月13日） - 向井京子 役
  - まさかの解決スカッと「女子高生にからまれて…」（2019年3月11日） - ナオ先輩 役
  - 視聴者投稿スカッとした体験談「餃子の試食品　持ち帰り女」（2022年1月24日） - 店員（しみず） 役
- THE突破ファイル（日本テレビ）
  - 「突破交番&突破レスキュー！超豪華秋の大コラボ2時間SP！」（2021年9月30日） - レスキュー隊員・井上 役[31]

### CM・WEB CM
- いちまるグループ企業CM（2015年4月 - 2016年3月）
- NIKE JAPAN 身の程なんか一生知るな。（2016年8月 - ）
- 眼鏡市場 「FREE FiT [WOMAN] 篇」（2016年12月2日 - ）
- マクドナルド マックシェイク完熟キウイ（2017年4月 - ）
- 森永乳業 ピノ 「PINOの常識 女子大生／女子高生」篇 （2017年8月30日 - ）
- タイヘイ 就活編（2017年10月1日 - ）
- テスコム 全身に浴びるコラーゲンシャワードライヤーCPN
  - 「登場」篇（2017年10月26日 - ）
  - 「アヒー女」篇（2017年10月26日 - ）
- JN-SHIELD（2018年1月29日 - ）
- 幸せの丘 ありあんす 季節に贈る第2弾「〜ダイヤモンドより大切なもの〜」（2018年7月10日 - ）[32]
- シャノアール カフェ・ベローチェ 「ドッグ&サンドフェア」（2019年4月14日 - ）[33]
- YouTube Premium【ヨガ篇】楽しみが途切れない（2020年6月30日 - ）
- タイヘイ 社員編（2022年10月7日 - ）[34]

### MV
- Travis Japan「Namidaの結晶」（2019年8月23日、舞台『虎者 -NINJAPAN-』テーマソング）

### WEB
- ぶるぺん（2013年6月5日、watanabeTV）
- ロッチ単独ライブ「♠」“中岡恋人役”オーデション緊急生中継！（2013年10月10日、ニコニコ生放送）
- ウルトラマンZ オンライン生発表会（2020年6月5日、YouTube・あにてれ・Periscope）[35]
- 山手線 Circle the world[36]
  - vol.5 恵比寿駅（2020年8月6日）[37]
  - vol.7 田町駅（2020年8月20日）[38]
- ストレイジ集結！『ウルトラマンZ』後半戦突入スペシャルナイト！オンライン座談会（2020年10月3日、YouTube）[39]
- TBSラジオ「令和版 夜のミステリー season1 by AudioMovie」第1話「都市伝説」仁科あゆみ 役（2020年12月18日配信開始）[40]
- セブンガーファイト（2021年3月17日 - 4月23日、TSUBURAYA IMAGINATION）ヨウコ（声） 役
- 「MONTHRY ONLINE LIVE〜尊哉の部屋〜　ストレイジ集結！」（2021年8月3日）[41]
- 【ウルトラマンコネクションPresents】TAMASHII NATIONSスペシャル配信：ウルトラマントリガー編（2022年9月3日）[42]
- FANY:D「私人逮捕系ユーチューバーの俺vs島」(2025年4月10日配信開始)　芽衣子 役[43]

### イベント
- SAPPORO COLLECTION 2013（2013年4月27日）[44]
- ウルトラヒーローズEXPO2021 ニューイヤーフェスティバル（2020年12月28日・31日、東京ドームシティ）[45]
- 「尊哉のⓘ部屋」＠池袋サンシャインシティ （2022年8月3日、文化会館ビル4F 展示ホールB）[46]
- 「ウルトラヒーローズEXPO2021 ニューイヤーフェスティバル みんなの心でご唱和しようぜ！」スペシャルナイト(2024年1月5日、東京ドームシティプリズムホール)[47]

### オリジナルビデオ
- リバイスForward 仮面ライダーライブ&エビル&デモンズ（2023年5月10日） - マリコ 役[48][49]

### 玩具
- 光る！鳴る！特空機1号 セブンガー（2021年3月、玩具収録音声） - ナカシマヨウコ 役
- ウルトラマンZ ウルトラゼットライザー -MEMORIAL EDITION-（2021年6月、玩具収録音声） - ナカシマヨウコ 役
- ウルトラマンZ 怪獣機巧 キングジョー ストレイジカスタム（2023年10月、玩具収録音声） - ナカシマヨウコ 役

## 書籍

### デジタル写真集
- Be Myself（2020年11月1日、Amazon Kindle）